# Кальварский, Ефим Давыдович
Ефим Давыдович (Ефраим Давидович) Кальварский (1882, Гатчина — 8 августа 1938, Хабаровск) — российский журналист, публицист и профсоюзный деятель. Провизор-бактериолог.

## Биография
Еврей. Экстерном закончил Новгородскую гимназию. Обучался в Московском университете, экзамены на звание провизора сдал при Харьковском университете.
Печатался в «Сыне отечества», «Товарище», «Столичной почте», «Нашей газете», «Трудовом народе», «Народном труде», «Современной жизни», «Русском слове» и других. Корреспондент ряда газет. Пользовался псевдонимами — Ефимов, В.; Ефимов, Е.; Каль—ский, Ефим; Калинич; Кальский, Ефим; Филов, Е.
Участвовал в работе Центрального Бюро Профессиональных рабочих союзов. Подвергался судебному преследованию вместе с В. Водовозовым, редактором «Новой жизни», за публикацию ряда статей.
После Октябрьской революции заведовал отделением Химико-бактериологического института Ф. М. Блюменталя. В 1920-х годах жил в Ленинграде.
В 1938 — начальник медицинского снабжения Управления Дальлага в Хабаровске.
Арестован 10 апреля 1938 г. Выездной сессией Военной коллегии Верховного суда СССР в г. Хабаровск 8 августа 1938 приговорён по ст.ст. 58-1а-8-11 УК РСФСР за контрреволюционную деятельность к высшей мере наказания.
Расстрелян в Хабаровске в тот же день.